# Reteporella dumosa
Reteporella dumosa är en mossdjursart som beskrevs av Hayward 2000. Reteporella dumosa ingår i släktet Reteporella och familjen Phidoloporidae. Inga underarter finns listade i Catalogue of Life.